# Bottega del fabbro
La bottega del fabbro è un tema ricorrente nell'opera di Joseph Wright of Derby, che nella sua vita dipinse cinque versioni diverse di questo quadro tra il 1771 ed il 1773.
Nella versione posseduta dal Derby Museum and Art Gallery ci sono tre uomini che lavorano nella fucina intenti a forgiare un componente di ferro o di acciaio. Il motivo di un tale lavoro nel cuore della notte è resa chiara all'osservatore dalla presenza all'esterno del fabbro e di un visitatore: Wright ha immaginato che un viaggiatore abbia avuto dei problemi durante il suo percorso, come la rottura di un ferro di cavallo o di qualche componente di una carrozza, e che quindi il fabbro ed i suoi uomini stiano lavorando alla luce di una candela per offrirgli o riparargli ciò che gli serve. Questo stratagemma permette a Wright di mostrare la sua abilità ed il suo interesse per gli effetti della luce e dell'ombra. Alla destra del quadro c'è un uomo inattivo che si appoggia ad un bastone: Nicholson osserva che questa persona non è trattata duramente ma con rispetto; l'uomo sembra troppo vecchio per lavorare, ma emana gravitas a quelli che gli sono intorno.
Nel 1771 il dipinto fu acquistato per circa 69.000 sterline dall'ArtFund con il Derby Museum and Art Gallery dalla famiglia Greg che lo possedeva dal 1875.

## Altre versioni
Le versioni successive, centrate su una fucina piuttosto che sulla più tradizionale ambientazione dell'officina del fabbro ferraio, sono oggi esposte al Museo dell'Ermitage di San Pietroburgo e alla Tate Gallery di Londra.
Nel 1772 Wright dipinse una variazione sul tema dalle dimensioni di quarantaquattro per cinquantadue pollici intitolata La fucina che venne venduta a Lord Palmerston per 200 sterline; questa versione è ancora proprietà della famiglia Palmerstone. Un'altra versione da quarantuno per cinquantacinque pollici intitolata Una fucina vista da fuori fu venduta all'Imperatrice Caterina II di Russia. Un'altra versione del 1771 intitolata La bottega del fabbro venne venduta al primo Lord Melbourne e rimase di proprietà della sua famiglia fino a quando non venne acquistata e donata a Down House, dove si unì alla raccolta in memoria di Charles Darwin; questa versione è esposta nella collezione Mellon.
In queste opere la figura principale è al lavoro con una potente fucina mentre intorno a lui la sua famiglia lo osserva. Nonostante il notturno fosse un tipo di quadro ben noto da secoli, quelli di Wright erano percepiti come ben diversi dai suoi contemporanei, dal momento che la vera rivoluzione consisteva nella materia trattata dall'opera. Le fucine alimentate dalla potenza dell'acqua alimentato non erano invenzioni recenti, ma ciò che rendeva Wright innovativo era il suo proporre queste scene che si evolvevano fino a diventare soggetto artistico. Per questo motivo i dipinti di Wright sono stati spesso utilizzati come simbolo della rivoluzione industriale e dell'Illuminismo, tenuto anche conto dell'appartenenza del pittore stesso alle avanguardie intellettuali dell'epoca: Wright fu infatti una figura importante all'interno della Lunar Society e della Derby Philosophical Society, i cui membri erano attivi per lo sviluppo delle scienze e dell'ingegneria in Inghilterra.